# Залізничне будівництво в Україні XIX — початку XX століть

Історія будівництва залізниць в Україні

Залізничне будівництво — головний напрямок промислового перевороту в транспортній галузі, а в умовах колишньої Російської імперії, в тому числі на українських територіях, які входили до її складу, — вагомий прискорювач економічного розвитку й загальної соціально-економічної модернізації суспільства.
На сході Україні в залізничному будівництві було три якісно різні піки прискорення: друга половина 1860-х — перша половина 1870-х років, 1890-ті роки та початок ХХ століття. Прискорення залізничного будівництва напередодні й у період Першої світової війни зумовлювалося не економічними чинниками, а воєнно-стратегічними потребами.
| Динаміка залізничного будівництва | Динаміка залізничного будівництва | Динаміка залізничного будівництва |
| Роки                              | Всього, км                        | У середньому за рік, км           |
| --------------------------------- | --------------------------------- | --------------------------------- |
| 1865—1869                         | 1429                              | 286                               |
| 1870—1874                         | 2557                              | 511                               |
| 1875—1879                         | 1307                              | 261                               |
| 1880—1884                         | 635                               | 127                               |
| 1885—1889                         | 442                               | 88                                |
| 1890—1894                         | 1204                              | 241                               |
| 1895—1899                         | 1353                              | 271                               |
| 1900—1904                         | 2517                              | 503                               |
| 1905—1909                         | 263                               | 52                                |
| 1910—1916                         | 2354                              | 336                               |

## 1860–1870-ті

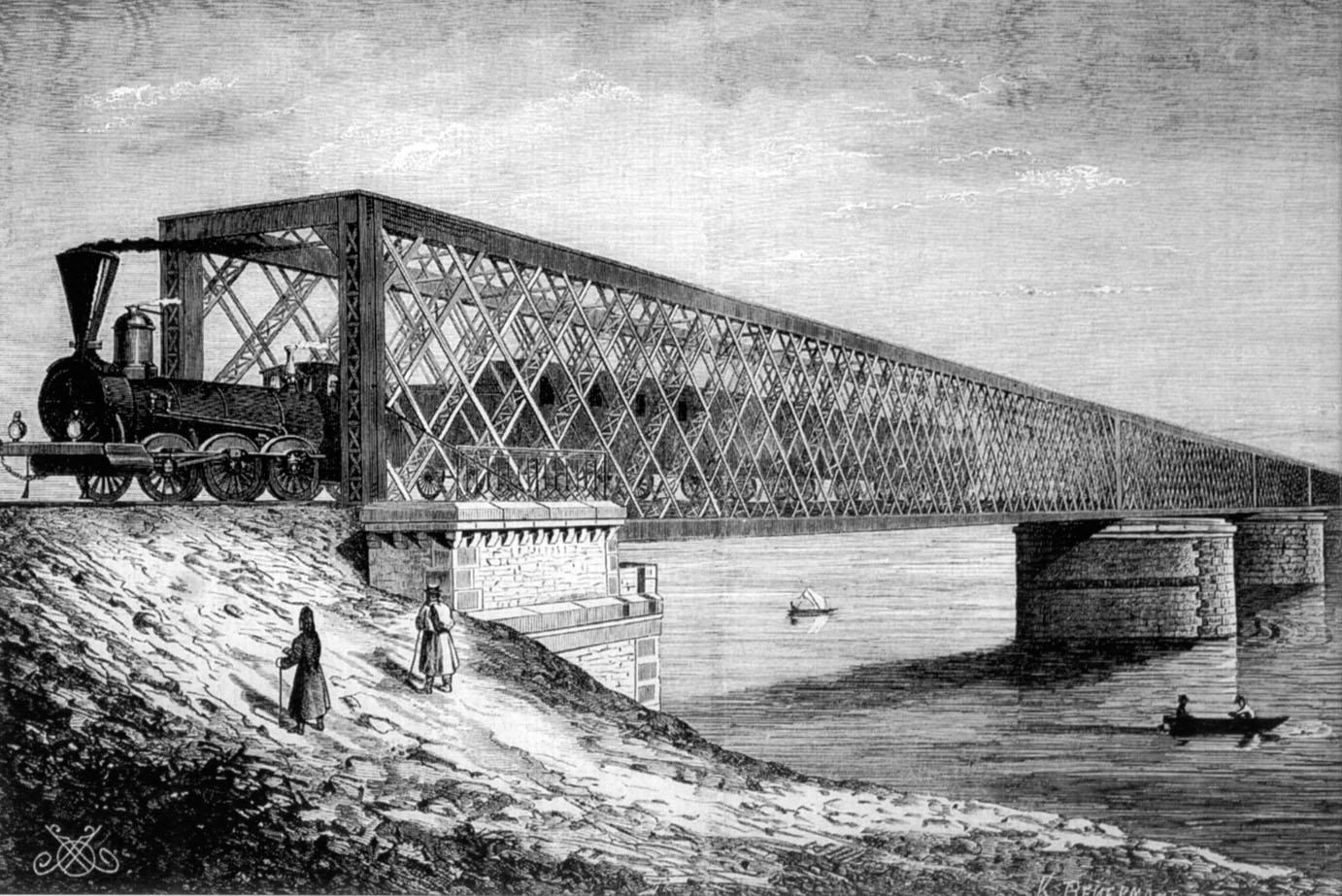
Залізничний міст в місті Київ. Гравюра К. Вейєрмана за малюнком роботи художника О. Адамова (1870)

Перша залізна дорога на території України була проведена в 1861 році. Вона об'єднала Відень і Львів через Краків та Перемишль. Перша в Південній Україні залізниця була збудована в грудні 1865 року від Одеси до Балти (станція розташована за 8 км від міста Балта). До 1869 року стали до ладу ділянки від Балти до Кременчука. У 1869—1870 роках відкрита Курсько-Київська залізниця, яка після побудови Московсько-Курської залізниці сполучила центральний промисловий регіон з регіоном цукрової промисловості. З побудовою у 1870 року лінії від Києва до Жмеринки й далі до Балти (Києво-Балтська залізниця) почала діяти південна магістраль від Москви до Одеси. Після її спорудження першочерговим стало будівництво лінії з Москви через Донецький басейн до Азовського моря. Побудову Азовської магістралі однаково наполегливо намагалися донецькі вуглепромисловці, харківські поміщики та московські фабриканти. Магістраль від Харкова до Таганрогу, яка була збудована у 1866—1870 роках одночасно із стратегічною Харківсько-Севастопольською залізницею. У 1872 році відкритий Крюківський залізничний міст через Дніпро (завдожки ~1 км) у Кременчуці.
У 1870—1873 роках збудована Бердичів-Берестейську залізницю, яка сполучила Правобережну Україну з польськими губерніями колишньої Російської імперії. Із введенням її в експлуатацію хлібні вантажі Правобережжя, які раніше надходили до Одеського морського порту, були переорієнтовані на балтійські порти (транзитом по австрійських і німецьких залізницях).
1873 року відкрився рух на Харківсько-Миколаївській залізниці. Завдяки цій лінії в місті Знам'янка створена вузлова залізнична станція, а Миколаїв — хлібоекспортним портом. Побудова 1876 року залізниці від Знам'янки до Фастова розширила Миколаївський експортний район і стимулювала розвиток цукрової промисловості.
1874 року закінчилося будівництво Лібаво-Роменської залізниці, яка сполучила Лівобережну Україну з Білоруссю й Балтійським морем. Цієюй залізницею український товарний хліб спрямовувався у білоруські та литовські губернії, а також на експорт.
Кістяк первинної залізничної мережі України складали магістралі, призначені для доставки українського хліба в регіони імперії, які потребували привізного хліба, та на експорт. Ці залізничні лінії зв'язували кожний український регіон з чорноморсько-азовськими та балтійськими портами. Водночас намітилося значне відставання залізничного будівництва в інших напрямках: не було сполучення між Києвом і Харковом, майже не будувалися залізниці в Донбасі.

### Фінансування

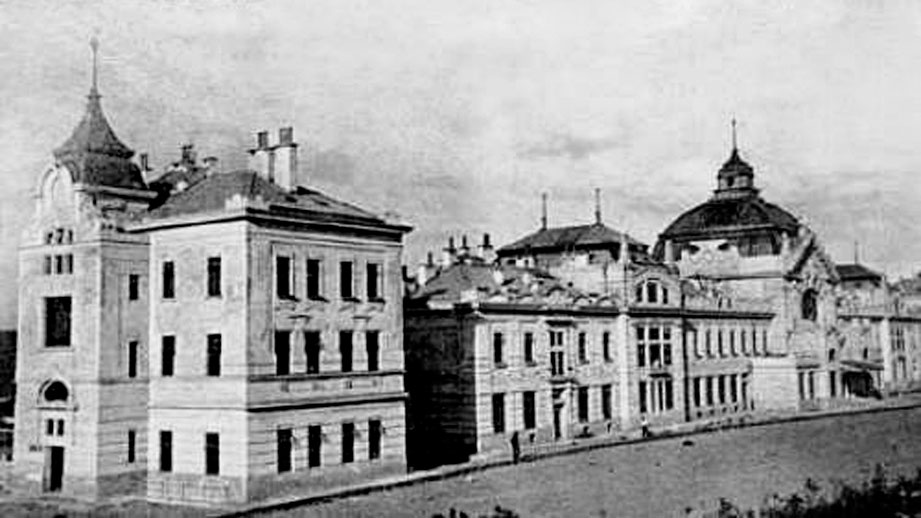
Залізничний вокзал станції Чернівці (початок XX століття)

Фінансування залізничного будівництва на етапі створення первинної мережі здійснювалося шляхом розміщення на іноземних грошових ринках облігаційних позик приватних товариств, що забезпечувалися гарантією певної норми прибутку з боку царського уряду. Цей спосіб фінансування був винаходом сенатського чиновника Павла Дервіза. Уперше його застосували у 1865—1866 роках під час побудови Рязансько-Козловської і Курсько-Київської ліній. Концесійна система залізничного будівництва була вкрай невигідна для держави, змушеної виплачувати проценти та погашення по капіталу, позиченому в іноземних рантьє (переважно французьких), серед яких розміщувалися залізничні облігації. Але формальне віднесення позик на рахунок створюваних концесіонерами акціонерними товариствами давало можливість здійснювати масштабне будівництво залізниць навіть в умовах бюджетного дефіциту.
Павло Дервіз, який створив концесійну систему фінансування залізничного будівництва, передав своєму спадкоємцеві П. П. Дервізу близько 18 млн рублів, які той використав для скупки чи заснування багатьох промислових підприємств. Наприкінці XIX століття П. П. Дервіз контролював російський торгово-промисловий банк, залізниці, пароплави й страхові компанії, Сормовський завод та інші промислові підприємства. Крах його строкатого концерну влітку 1899 року був провісником глибокої економічної кризи в Росії.
Діяльність концесіонера Курсько-Харківсько-Азовської, Фастівської та інших залізниць Самуїла Полякова набула міжнародних масштабів. Під заклад акцій своїх залізниць він позичав за кордоном мільйонні суми, володів банками, страховими товариствами та залізницею в Персії (нині — Іран) і за активної підтримки царського уряду намагався захопити контроль над залізницями в Болгарії, Сербії й Туреччині. Сім'я Полякових панувала в Петербурго-Московському, Південноросійському промисловому, Московському міжнародному, Орловському комерційному, Петербурго-Азовському та Мінському комерційному банках, контролювала вугільні й хімічні підприємства.
Концесіонер Лозово-Севастопольської та інших ліній Петро Губонін вклав свої капітали в Семянниківський, Коломенський та Брянський заводи, організував Бакинське нафтове товариство, що у 1876 році складало 30 % загальноросійського видобутку нафти, збудував вугільні шахти на Донбасі, мав великий вплив у найбільших російських банках — Петербурго-Азовському та Волзько-Камському, володів землями й готелями на Південному березі Криму.
Не витрачаючи власних коштів на будівництво, акціонери були повними господарями на залізницях: встановлювали довільні тарифи, вели між собою тарифні війни, недбало, а то й по-злочинному поводилися з довіреними їм вантажами. Залізничний транспорт опинився в становищі явної кризи. Концесійне залізничне будівництво було припинене. Наприкінці 1870-х років урядова комісія зібрала безліч фактів про зловживання правлінь акціонерних товариств, безгосподарність, незадовільне ставлення до вимог військового відомства, але висловилася проти викупу залізниць у казну. Уряд повинен був провадити залізничне будівництво самостійно, й нечисленні залізниці, збудовані у 1880-х роках, заклали основу державного сектору на транспорті.
Наприкінці 1880-х років під тиском буржуазно-поміщицьких кіл приватна монополія на залізничний транспорт була ліквідована без зміни форм власності. АТ позбавлялися права встановлювати тарифи за перевезення, не могли без дозволу уряду одержувати позики в приватних банках й укладати з ними угоди про реалізацію позик тощо.

## 1890-ті

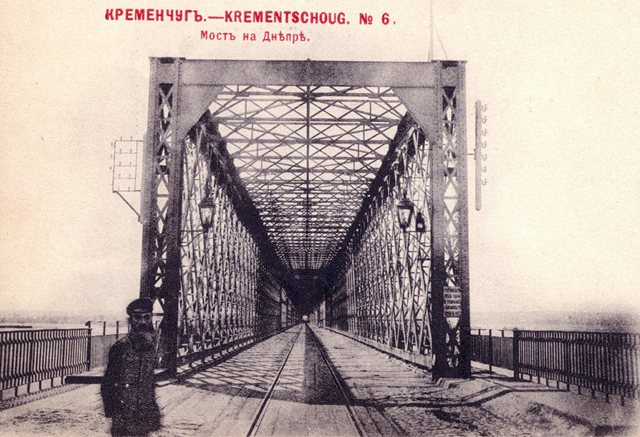
Залізничний (Крюківський) міст у місті Кременчук (кінець XIX століття)

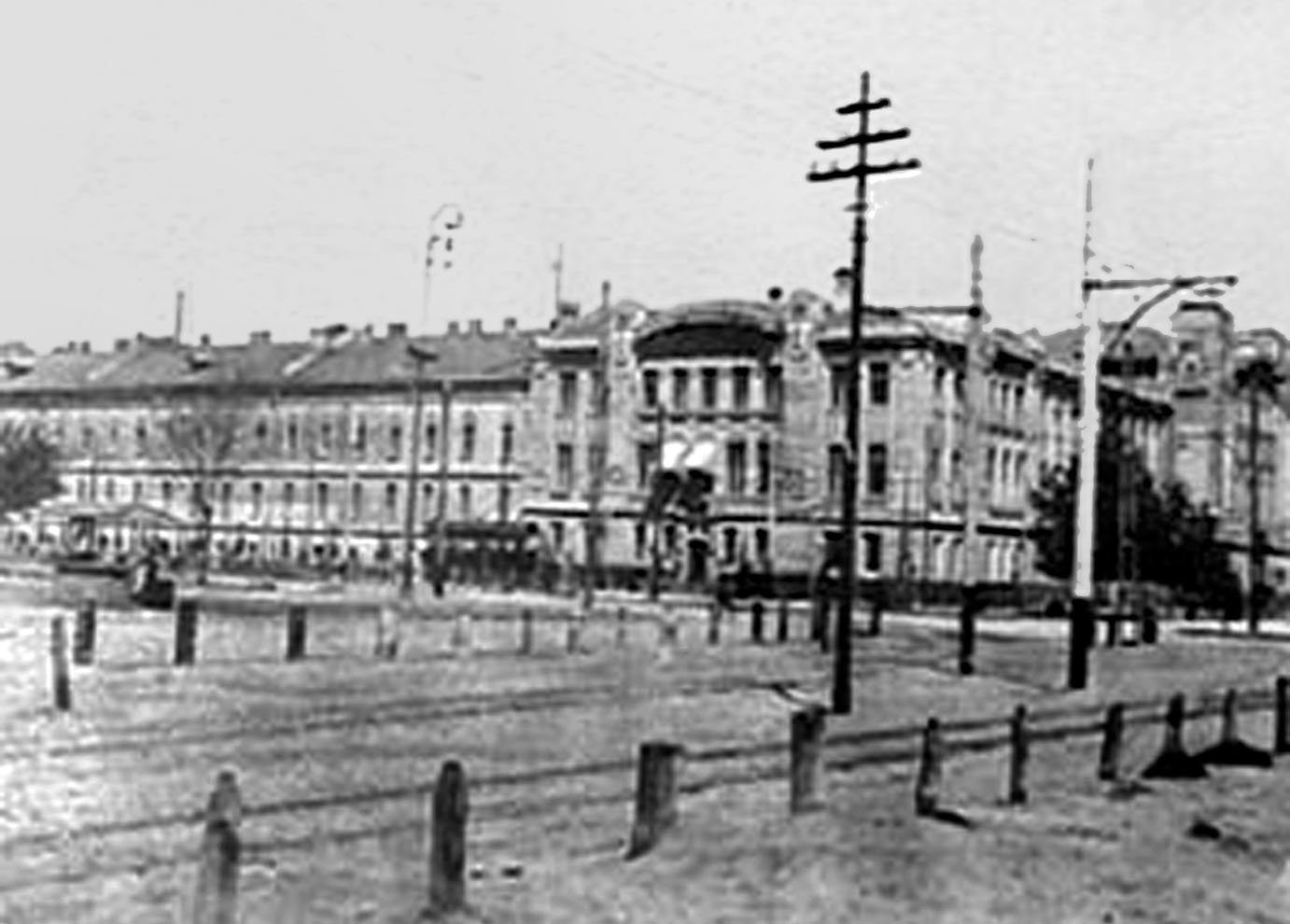
Будинок управління Катерининської залізниці у місті Катеринослав (1905)

У 1890-х роках, з приходом Сергія Вітте у Міністерство фінансів і загальною зміною курсу економічної політики в Росії, було організоване на базі нового залізничного будівництва й викупу приватних залізниць державне залізничне господарство. Товариства охоче йшли на викуп, тому що з ліквідацією приватної монополії на залізничний транспорт втрачалися можливості для зловживань і отримання надприбутків. Крім того, викупна операція була проведена на вигідних для акціонерів умовах. У залізничній мережі України частка державних підприємств зросла з 24,5 % 1890 року до 76,6 % 1900 року.

### Донецько-Криворізький басейн

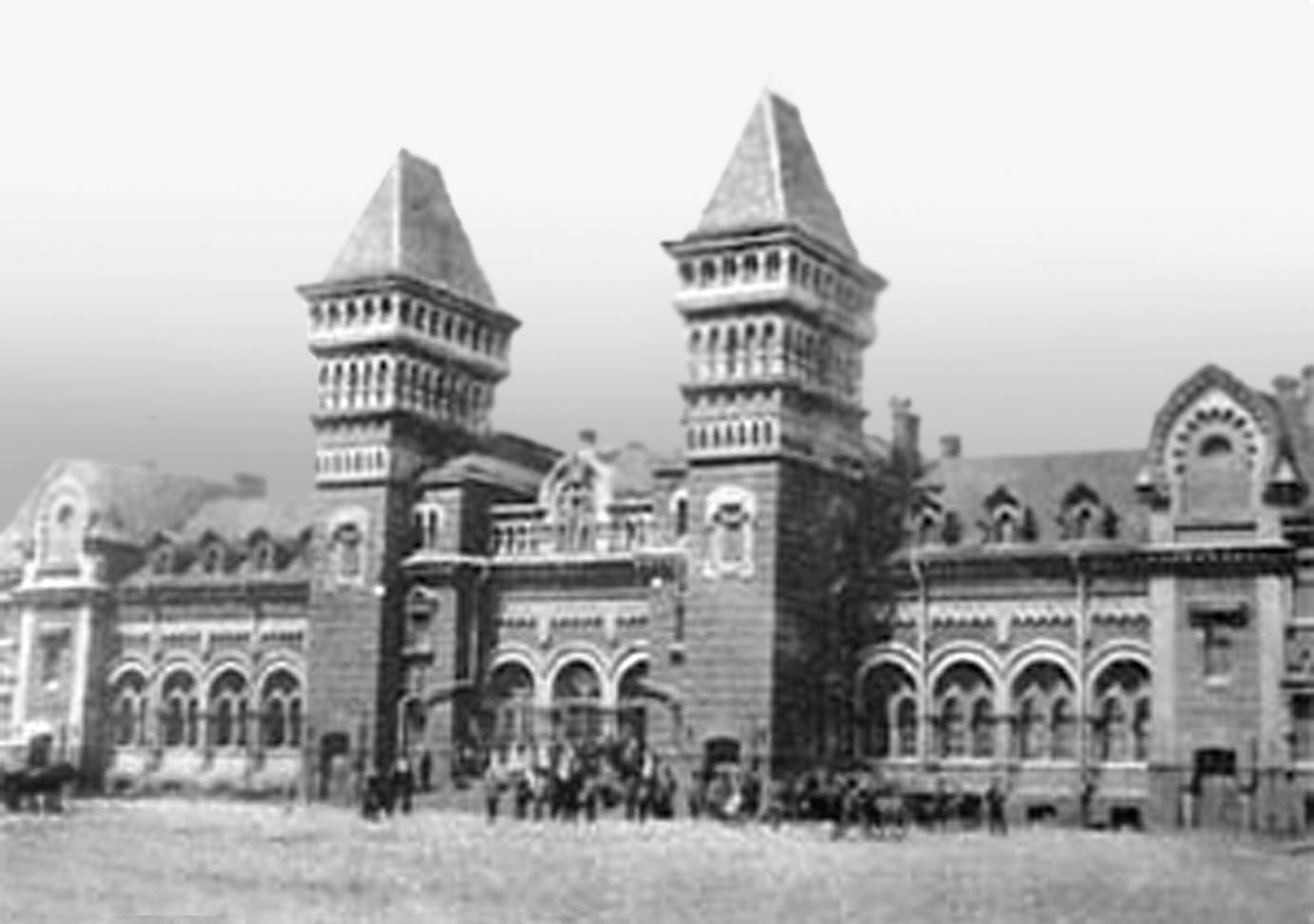
Будинок вокзалу у місті Катеринослав (1909)

Залізничне будівництво напередодні й у період промислового піднесення 1890-х років, а також у період економічної кризи 1900—1903 років відбувалося, за деякими винятками, або безпосередньо в Донецько-Криворізькому басейні, або було спрямоване на зв'язок його з основними економічними регіонами імперії. Найважливішою лінією, яку побудували в Європейській Росії після відновлення залізничного будівництва, була Катерининська залізниця — від станції Ясинувата Донецької залізниці до станції Долинська Харківсько-Миколаївської залізниці. Пов'язавши вуглевидобувний регіон із регіоном видобутку залізної руди, магістраль підготувала умови для широкого розвитку металургії й забезпечила новий вихід для транспортування донецького вугілля в західному напрямку.
1892 року було утворене Товариство південно-східних залізниць, яке отримало концесію на спорудження магістралі, що зв'язувала Донбас із Нижнім Поволжям. 1895 року стала до ладу магістраль від Балашова (нині місто Саратовської області, Російської Федерації) до Харків-Балашовський (з 22 листопада 2023 року — Харків-Слобідський) через Куп'янськ. 1896 року Товариство Московсько-Казанської залізниці закінчило будівництво лінії від Балашова до Пензи, після чого Донбас отримав вихід у Середнє Поволжя.

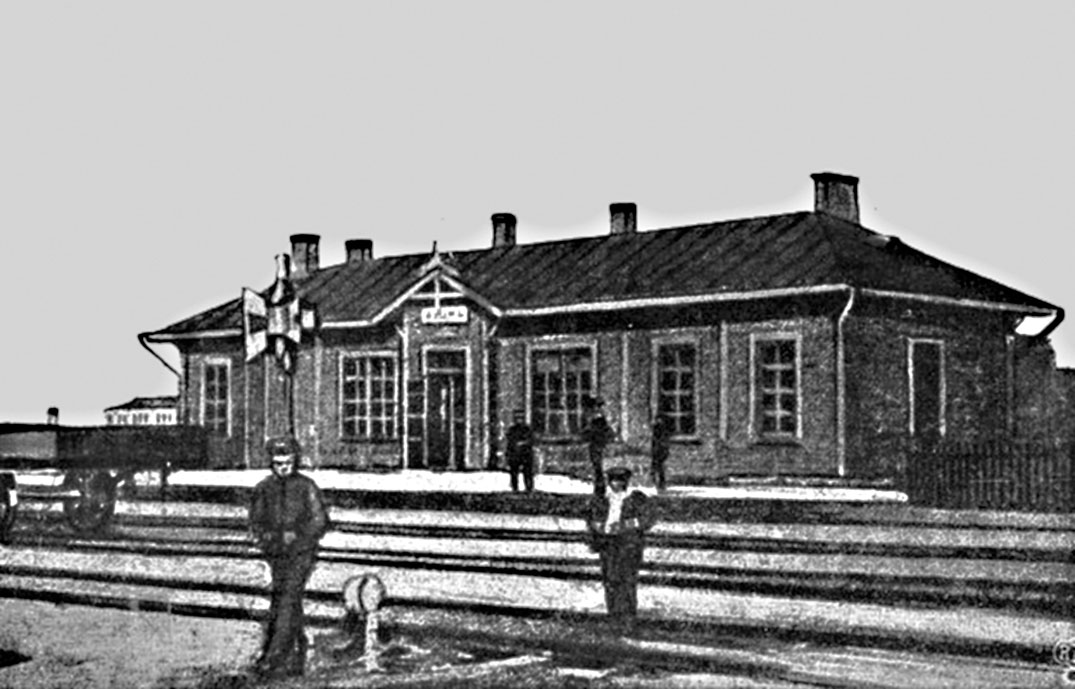
Залізничний вокзал станції (кінець XIX століття)

Через перевантаження західного виходу з Донбасу виникла необхідність у побудові нової магістралі. У 1896—1897 роках збудовано лінію Полтава — Костянтиноград, 1901 року вона була подовжена від Полтави до Києва і від Костянтинограда до Лозової. 1902 року стала до ладу остання ділянка від Києва до Ковеля. Магістраль Лозова — Ковель сполучила за найкоротшою траєкторією Донбас із Правобережжям і була транзитною лінією в перевезеннях між Польщею, Кавказом та Персією.
Прискорений розвиток вугільного Донбасу викликав необхідність збудувати магістраль, паралельну Катерининській. У 1900—1904 роках на кошти казни було збудовані лінія Довгинцеве (нині — територія міста Кривий Ріг) — Олександрівськ (нині — місто Запоріжжя) — Пологи — Волноваха.

### Інші регіони
В інших регіонах України залізничне будівництво було епізодичним. У 1884—1885 роках стратегічна мережа Поліських залізниць з'єдналася лінією Лунінець (нині — місто в Берестейської області, Білорусь) — Сарни — Рівне з Козятинським та Жмеринським залізничними вузлами. У 1889—1893 роках Південно-Західні залізниці побудували широку мережу під'їзних шляхів для обслуговування підприємств цукрової промисловості.
На Лівобережжі Товариство Московсько-Києво-Воронезької залізниці збудувало чимало невеличких ліній. У 1887—1888 роках казна побудувала Роменсько-Кременчуцьку лінію, після чого утворилася магістраль Лібава — Миколаїв, якою перевозили здебільшого хлібні вантажі.

### Перевезення
Середньорічні перевезення вантажів українською мережею зросли з 182 мільйонів пудів у 1870-х роках до 523 млн пудів у 1880-х роках і 1190 млн пудів у 1890-х роках. Питома вага України у вантажних перевезеннях по країні зросла з 16,6 % у 1880—1884 роках до 28,2 % у 1900—1904 роках, тобто майже вдвічі. Перевезення поступово втрачали «хлібну» орієнтацію, на перше місце вийшли вантажі важкої промисловості, особливо вугілля.

## Початок ХХ століття

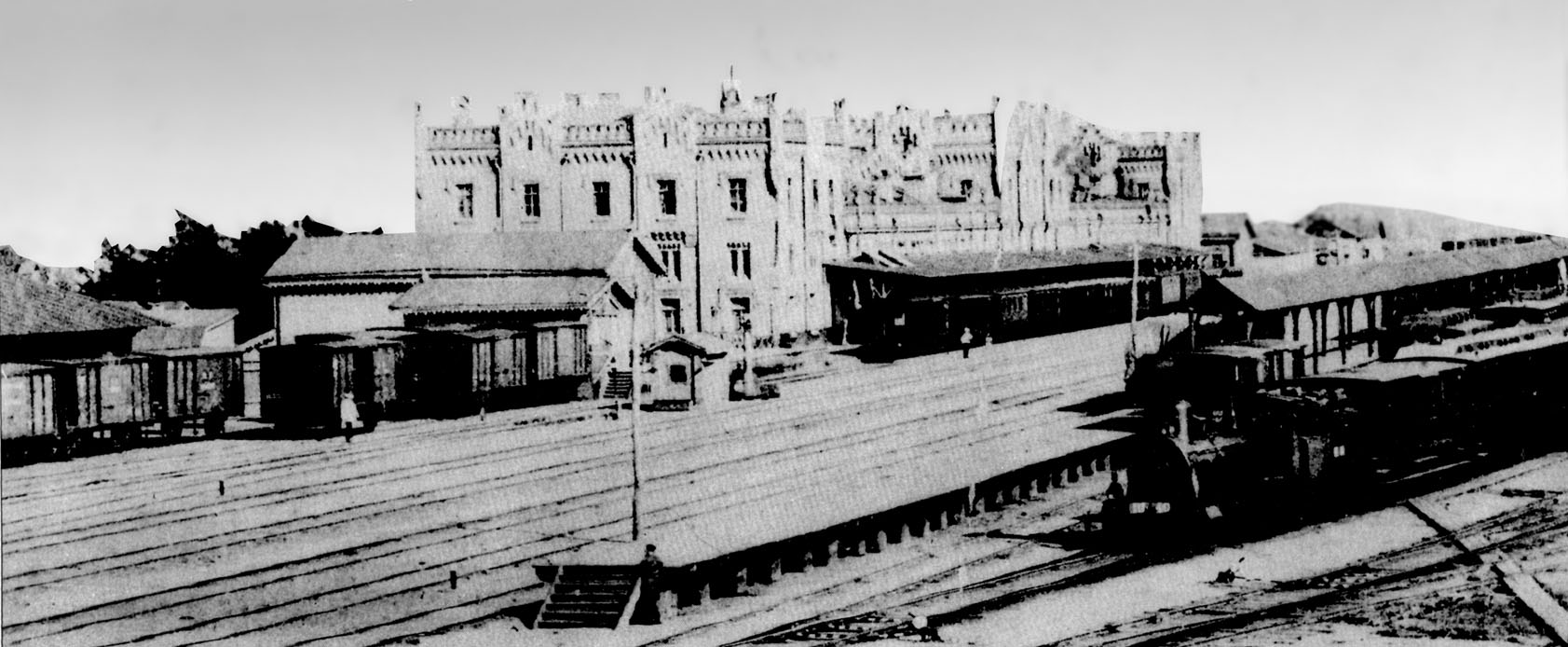
Залізничний вокзал у місті Київ (на початку XX століття

На початку ХХ століття в колишній російській імперії діяло 6 приватних залізничних компаній-гігантів. Мережа двох з них — Московсько-Києво-Воронезької та Південно-Східної — частково проходила територією України. Уряд заохочував розширення приватних товариств або створення нових через те, що вони були додатковим каналом надходження іноземних «залізничних» позик.
Приватні залізниці підпорядковувалися тій же відпрацьованій до дрібниць техніко-господарській регламентації, яка була вироблена для казенної мережі. Нечисленні підприємницькі кола, безпосередньо пов'язані із залізничним господарством, вимагали ліквідувати державне господарство, спиратися на «енергійних людей типу Вандербільта або Полякова», «усунути повне свавілля урядових агентів, що панує в справі приватного залізничного будівництва». Але широкі кола буржуазії вважали державну політику щодо залізничного будівництва й транспортного господарства вигідною для себе й у разі недоліків у роботі приватної мережі залізниць негайно апелювали до уряду.

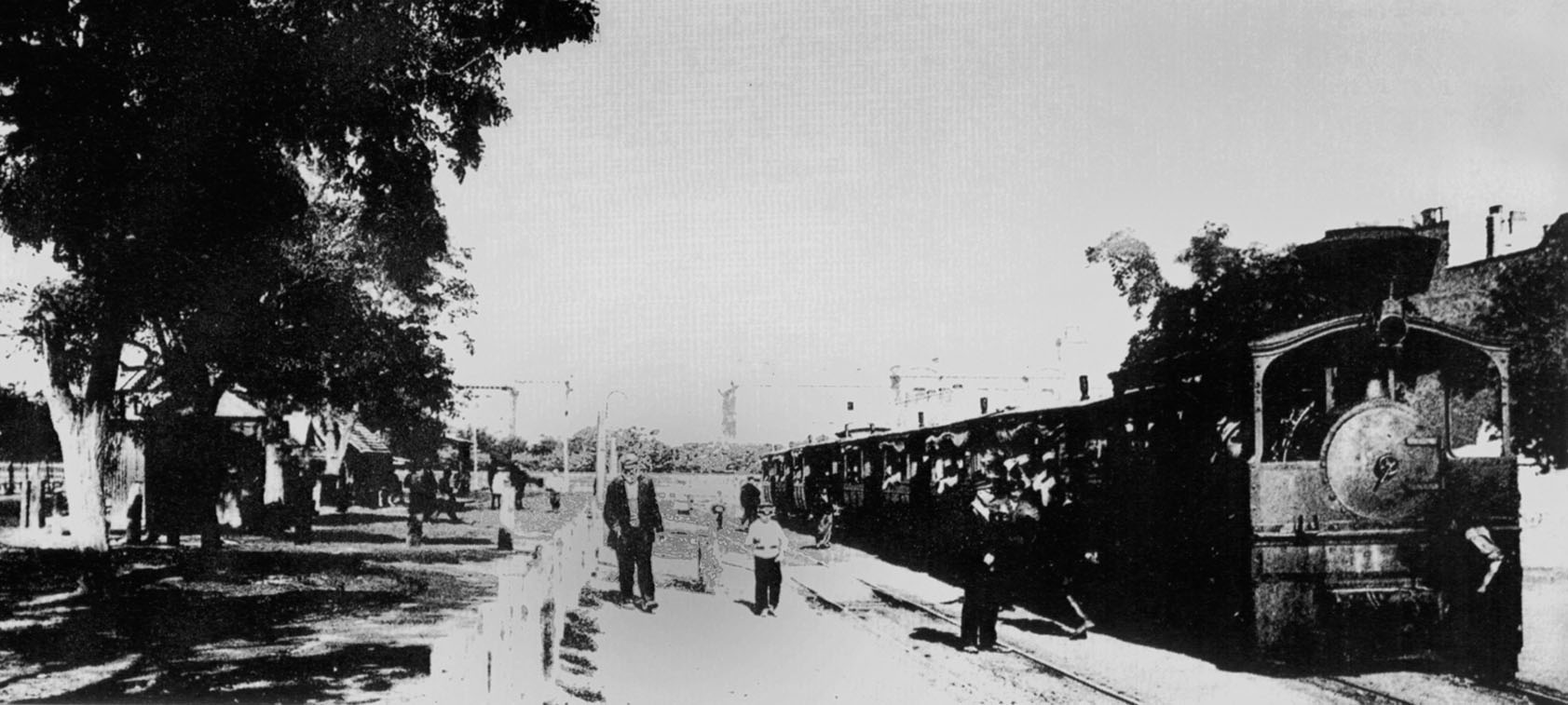
Залізниця в місті Одеса (на початку XX століття)

Залізничне господарство було надзвичайно містким ринком збуту. Тому підприємці вимагали від уряду багаторічної програми залізничного будівництва, яка враховувала б також можливість настання економічних криз. Будівництво залізниць відіграло вирішальну роль у промисловому піднесенні 1890-х років. Невисокий рівень нагромадження капіталу всередині країни був компенсований зростаючим потоком іноземних інвестицій на розширення й модернізацію залізничного господарства (див. Іноземний капітал в Україні 18 — початку 20 століть). Капіталовкладення в залізниці досягли 2,5 млрд рублів, тобто майже таких само обсягів, як у всі галузі промисловості Росії, разом узяті. Залізничні замовлення зумовлювали величезний попит на метал, вугілля, устаткування. В деякі роки залізниці «поглинали» стільки металу, що його ледве вистачало для будівництва нових металургійних заводів. Під час спорудження в Донбасі Волинцевського металургійного заводу необхідний метал довелося закуповувати за кордоном. У кам'яновугільній промисловості безпосередній попит залізниць та попит на вугілля металургійних заводів, розвиток яких визначався потребами транспорту в металі, безупинно зростав. Питома вага цих двох споживачів донецького вугілля збільшилася з 48,7 % у 1890 році до 57 % у 1900 році.
Вигідна кон'юнктура в паровозобудуванні зумовила низку великих машино-будівельних заводів перелаштуватися на випуск паровозів. В Україні, зокрема, виникли нові великі спеціалізовані підприємства: Харківський паровозобудівний завод (1897) і Луганський паровозобудівний завод (1900).
Хоча залізниці в Російській імперії одержували необхідні матеріали від монополізованих галузей важкої промисловості (передусім синдикатів «Продвугілля» та «Продамета») за завищеними цінами, проте тарифи за перевезення вантажів на них були нижчими, ніж у будь-якій іншій країні, крім США. Низькі залізничні тарифи були однією з форм протекціонізму для важкої промисловості.

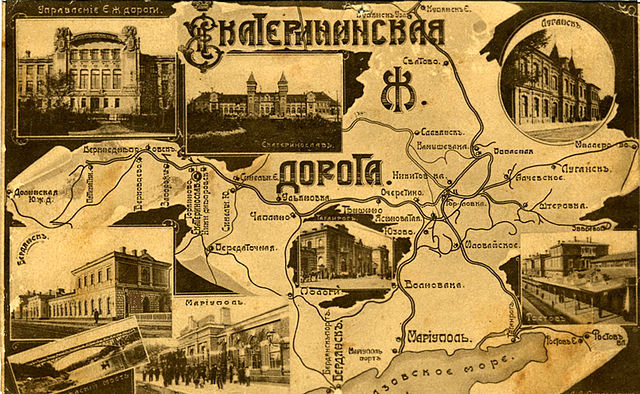
Схема Катериниської залізниці (початок XX століття)

Протегування з боку держави важкій промисловості найяскравіше виявилося в період кризи 1900—1903 років. Допомога здійснювалася переважно задля прискорення темпів залізничного будівництва. Сума асигнувань на нові залізниці була збільшена з 32 млн рублів 1901 року до 150 млн рублів 1902 року і 145 млн рублів 1903 року. Різкий спад залізничного будівництва відбувся під час революції 1905–1907 років. Єдиною великою магістраллю, збудованою в Україні в ті передвоєнні роки, була Північно-Донецька.

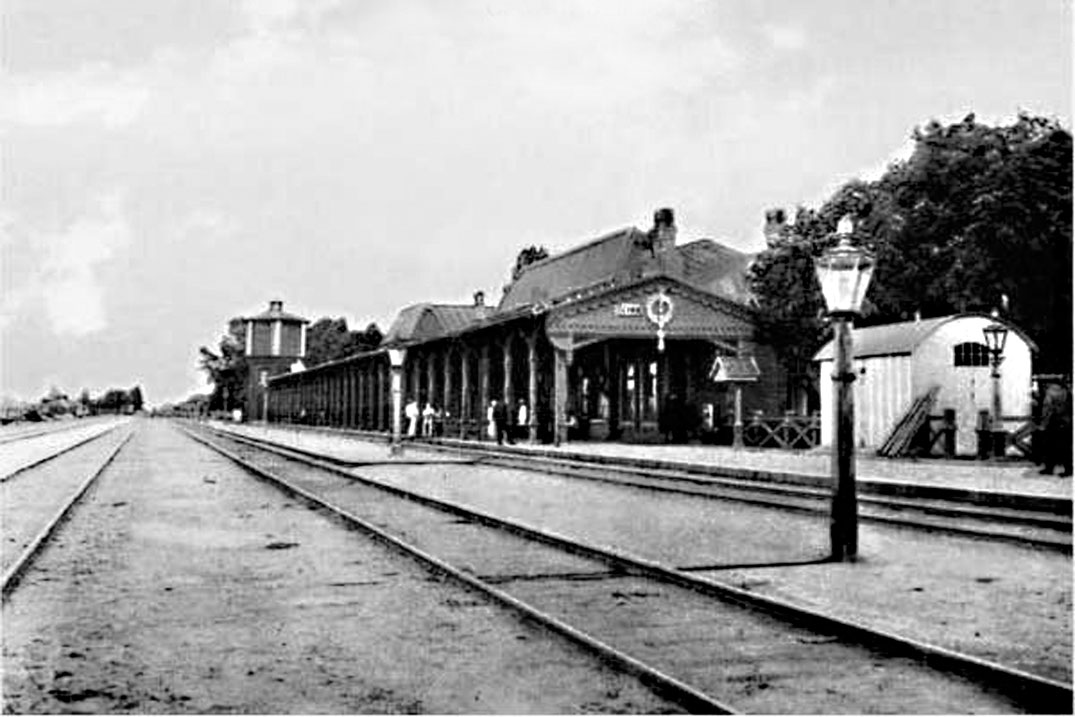
Залізничний вокзал станції Суми (початок XX століття)

Вона стала до ладу у грудні 1911 року й задовольнила потреби в паливі московського промислового району, якому загрожував вугільний голод. Крім основної магістралі Родакове (нині — селище Алчевського району Луганської області) — Харків — Льгов (нині — місто Курської області, РФ); ділянка Льгов — Москва вже існувала, але  була не завантажена в повному складі), нове Товариство побудувало на Донбасі до 100 км під'їзних шляхів. За півстоліття майже безперервного залізничного будівництва Україна перетворилася на один з найзабезпеченіших у транспортному відношенні регіонів. За показником 1912 року вона мала 23,8 км залізниць на 1000 км², тобто більше, ніж у будь-якому іншому регіоні, за винятком країн Балтії (24,6 км). Частка України у вантажообігові піднялася з 28,8 % у 1890-х роках до 40 % у 1909 році. Високі темпи розвитку вантажообігу пояснювалися зростанням важкої індустрії Донецько-Криворізького басейну. На залізничні станції Катеринославської губернії 1909 року припадало 937 млн пудів вантажів, тобто більше від сумарного обороту 13 центральних губерній Росії.

### Перша світова війна

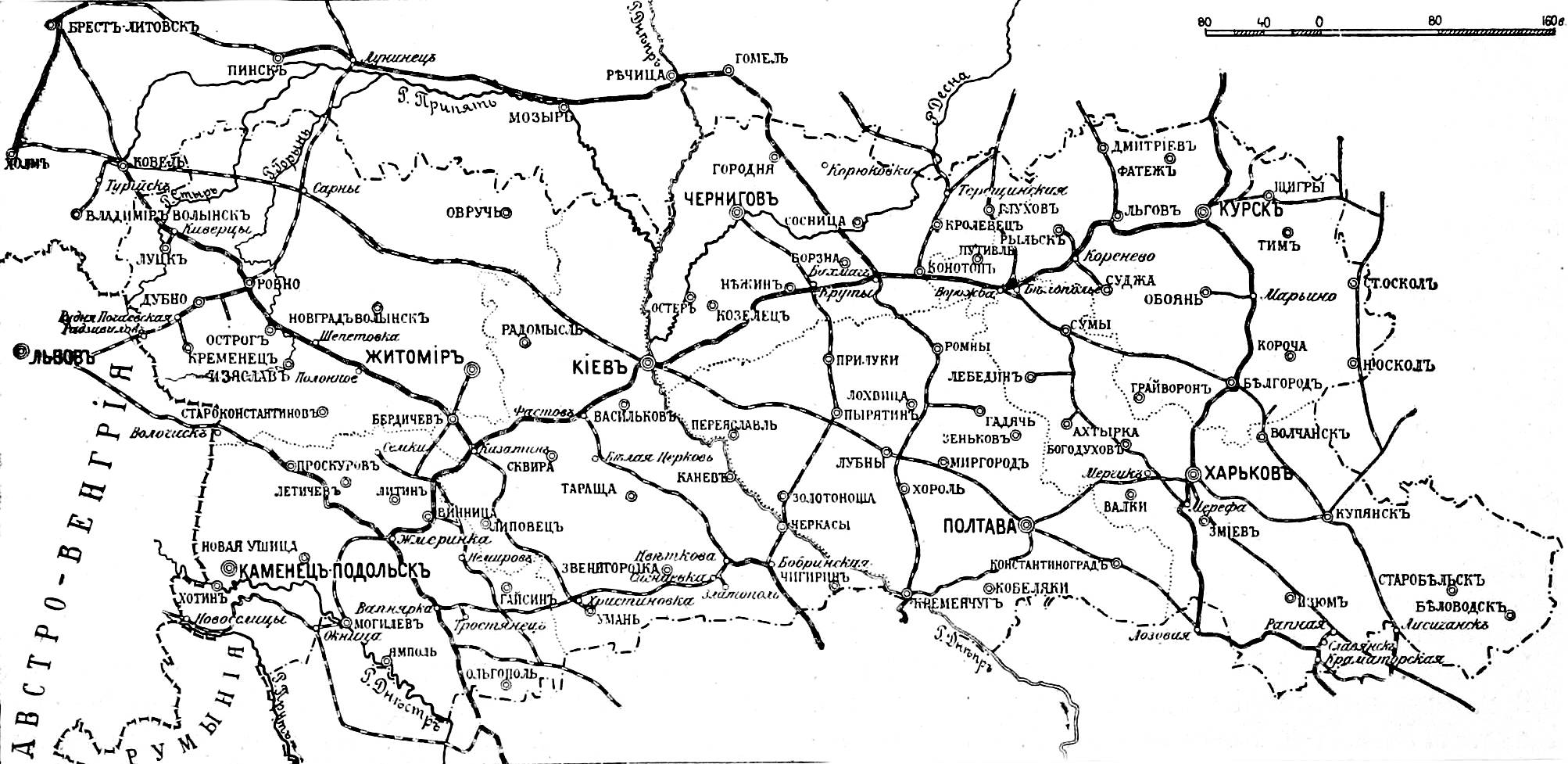
Залізниці північної частини України на мапі Київського військового округу (1913)

У передвоєнний період значення залізничного будівництва для розвитку важкої промисловості зменшилося. Поряд із залізничним устаткуванням у казенних замовленнях важливе місце посіли замовлення військового відомства. Однак монополістичні кола вимагали від уряду розгорнути широку програму нового залізничного будівництва. Уряд пішов назустріч: прийнятий 1905 року закон надавав будівельникам нових залізниць значні пільги і гарантував сприятливий для акціонерів розподіл чистого доходу від експлуатації. Нові акціонерні товариства, які почали з'являтися 1908 року, запровадили залізничне будівництво на капітал, виручений від продажу гарантованих казною облігацій.
Від серпня 1913 року для приватного залізничного будівництва створили особливо сприятливі умови: французький уряд надав Росії право щорічної реалізації залізничних паперів на 400–500 млн франків за умови негайної побудови стратегічних ліній на західному кордоні за спільно опрацьованим планом залізничного будівництва. Метою цього плану було скорочення часу, необхідного для розгортання російської армії на кордонах з Німеччиною та Австро-Угорщиною в разі війни. До початку Першої світової війни царський уряд встиг розмістити у Франції консолідовану залізничну позику.
За воєнні роки темпи будівництва залізниць посилилися. Залізничне будівництво на державні кошти зросло за рахунок ресурсів воєнного фонду. Приватні товариства будували залізниці за рахунок банкового кредиту, гарантованого казною. Коли банки припинили кредитування під векселі, Міністерству фінансів довелося використовувати нагромадження коштів ощадних кас.
У січні 1915 року для експлуатації була відкрита Подільська залізниця (від Кам'янця-Подільського через Проскурів (нині — місто Хмельницький) до Шепетівки); у 1915 також відкрили Аккерманську залізницю. У лютому 1916 року Товариство Московсько-Києво-Воронезької залізниці спорудило лінію Бобринська (нині — Імені Тараса Шевченка). Ще раніше стали до ладу лінії Бахмач — Ічня, Золотоноша — Черкаси, діяла і вузькоколійка Ічня — Золотоноша. Так виникла нова Одеська залізниця — від Одеси через Бахмач на Брянськ і далі на Москву.
Під час Першої світової війни залізниці виявилися непристосованими до різкого збільшення навантаження. 1915 року обсяги пред'явлених до перевезення гірничозаводських вантажів Донецько-Криворізького басейну складали 3,8 млрд пудів, а залізниці мали спроможність перевезти лише 1,6 млрд пудів. Транспортна криза, яка наростала, вносила дезорганізацію у виробництво. Десятки мільйонів пудів донецького вугілля залишалися на шахтах невивезеними через нестачу рухомого складу та перевантаження на залізницях, натомість зростав дефіцит палива. Восени 1916 року залізничні перевезення продовольства задовольняли лише половину потреб фронту.

## Чисельність робітників
Залізничне будівництво супроводжувалося постійним зростанням кількості робітників-будівельників. Середня щорічна чисельність робітників на залізничних будовах України становила в 1860-х роках 62 тисячі осіб, в 1870-х — 84 тисячі, у 1880-х — 23 тисячі, у 1890-х — 56 тисяч осіб. Чисельність робітників-експлуатаційників зростала відповідно до розширення залізничної мережі: 1870 року — 14,4 тисяч осіб, 1890 року — 51,6 тисяч, 1900 року — 105,7 тисяч, 1913 року — 167,7 тисяч, 1916 року — 205,4 тисяч осіб.